# Lerbjerg Kirke
Lerbjerg Kirke er en kirke i Lerbjerg Sogn i Favrskov Kommune, tidligere Hadsten Kommune.
På sydsiden af koret findes en skakbrætsten med 8 vandrette og 9 lodrette rækker (måske flere lodrette bag vægmuren).
- Kirken på afstand